# 菜子
菜子（1980年7月6日—）出生於台北縣（現新北市），畢業於世新大學，為 《台灣行腳美食節目》女主持人，主持過《青春好7淘》及《呷飽未》，曾經因為上瓜哥的節目而被媒體稱為「馬卡龍界蔡依林」，有自己研發的法式蛋白霜7788配方，除了開設許多專業馬卡龍課程之外，也有許多不同類型的線上課程，同時是華人界最大的馬卡龍臉書FB社團- 『馬卡龍疑難雜症及分享by菜子』的創始者，因專注於馬卡龍的研究，所以又有了更多低糖實心馬卡龍的配方，除了實體教學及馬卡龍之外也研究低醣烘焙。
在2020年取得美國NGH催眠師證照，是個專業的催眠師，專長於前世回溯、生命原點、看閱未來及內在傷痛療癒。粉絲專頁為「菜子」，催眠的臉書社團為 『菜子老師@催眠研究所』, 在知名線上課程網站連續2年推出馬卡龍課程，也曾被譽為可以隔空抓藥的「馬卡龍界的華佗」 。近期參與公視台語台的hihi導覽先生錄影，被主持人浩子說像是他的「嬸仔」，其可愛形象讓她多了一個「國民嬸仔」的封號。

## 主持作品

### 綜藝節目

#### 目前主持
| 頻道       | 年份   | 節目         | 備註       |
| ---------- | ------ | ------------ | ---------- |
| 三立電視台 | 2019年 | 《呷飽未》。 | 搭檔邵大倫 |

#### 經歷主持
| 頻道       | 年份   | 節目      |
| ---------- | ------ | --------- |
| 三立電視台 | 2017年 | 青春好7淘 |
| 三立電視台 | 2019年 | 呷飽未    |